# شهرستان ولوفسکی (استان لیپتسک)
شهرستان ولوفسکی (به لاتین: Volovsky District) یک شهرستان در روسیه است که در استان لیپتسک واقع شده‌است.